# حسین گودرزی (بازیکن فوتبال)
حسین گودرزی (زادهٔ ۱۴ اردیبهشت ۱۳۸۰) بازیکن فوتبال اهل ایران است که در پست مدافع چپ برای تیم استقلال در لیگ برتر خلیج فارس بازی می‌کند.

## دوران باشگاهی

### نفت مسجد سلیمان

#### فصل ۰۲–۱۴۰۱
وی در ۳۰ تیر ۱۴۰۱ به نفت مسجد سلیمان پیوست و در لیگ بیست و دوم اولین تجربه لیگ برتری خود را کسب کرد و پس از پیوستن رضا عنایتی به عنوان سرمربی نفت مسجد سلیمان، حسین گوزی فرصت بازی پیدا کرد و یکی از پدیده‌های جوان لیگ لیگ بیست و دوم لقب گرفت. و در نهایت با تمام شدن قراردادش ازین تیم جدا شد.

### شمس آذر قزوین

#### فصل ۰۳–۱۴۰۲
حسین گودرزی در ۴ مرداد ۱۴۰۲ با قراردادی ۲ ساله به باشگاه شمس‌آذر پیوست. وی با پیراهن شمس‌آذر موفق شد در نیم فصل اول لیگ ۰۳–۱۴۰۲ به استقلال و پرسپولیس گلزنی کند و یکی از پدیده های لیگ قرار بگیرد.

### سپاهان اصفهان

#### فصل ۰۴-۱۴۰۳
سپاهان در پایان فصل فصل ۰۳–۱۴۰۲ با پرداخت رضایتنامه حسین گودرزی به شمس‌آذر با قراردادی سه ساله وی را بخدمت گرفتند. وی با باشگاه سپاهان در این فصل با شکست پرسپولیس موفق به کسب قهرمانی سوپر جام شدند.

### استقلال
حسین گودرزی که در زمان حضور در شمس‌آذر به پیوستن به استقلال علاقه نشان داده بود د و اعلام کرده بود طرفدار این تیم هست پس از اعلام نیاز این تیم به بازیکن پست دفاع چپ، با نظر ریکاردو ساپینتو به استقلال پیوست و استقلال برای بستن قرارداد با وی رضایتنامه به سپاهان پرداخت کرد و قراردادی سه ساله با این بازیکن بست.

## دوران ملی

### تیم ملی امید
وی یکی از بازیکنان ثابت ترکیب تیم ملی امید در مسابقات امید غرب آسیا، مسابقات مقدماتی قهرمانی زیر۲۳سال آسیا و بازی‌های آسیایی هانگژو با مربیگری رضا عنایتی بود.

### تیم ملی فوتبال ایران
حسین گودرزی برای اولین بار توسط امیرقلعه نویی برای مسابقات انتخابی جام جهانی ۲۰۲۶ به تیم ملی فوتبال ایران دعوت شد.

## آمار باشگاهی
| عملکرد باشگاهی  | عملکرد باشگاهی | عملکرد باشگاهی | لیگ      | لیگ      | جام      | جام      | قاره‌ای | قاره‌ای | سایر     | سایر     | مجموع | مجموع |
| باشگاه          | لیگ            | فصل            | بازی     | گل       | بازی     | گل       | بازی   | گل     | بازی     | گل       | بازی  | گل    |
| —               | —              | —              | لیگ برتر | لیگ برتر | جام حذفی | جام حذفی | آسیا   | آسیا   | سوپر جام | سوپر جام | مجموع | مجموع |
| --------------- | -------------- | -------------- | -------- | -------- | -------- | -------- | ------ | ------ | -------- | -------- | ----- | ----- |
| نفت مسجد سلیمان | لیگ برتر       | ۲۰۲۲–۲۰۲۳      | ۱۲       | ۰        | ۰        | ۰        | –      | –      | –        | –        | ۱۲    | ۰     |
| شمس‌آذر          | لیگ برتر       | ۲۰۲۳–۲۰۲۴      | ۳۰       | ۴        | ۱        | ۰        | –      | –      | –        | –        | ۲۹    | ۴     |
| مجموع آمار      | مجموع آمار     | مجموع آمار     | ۴۲       | ۵        | ۱        | ۰        | ۰      | ۰      | ۰        | ۰        | ۴۳    | ۴     |